# Stams

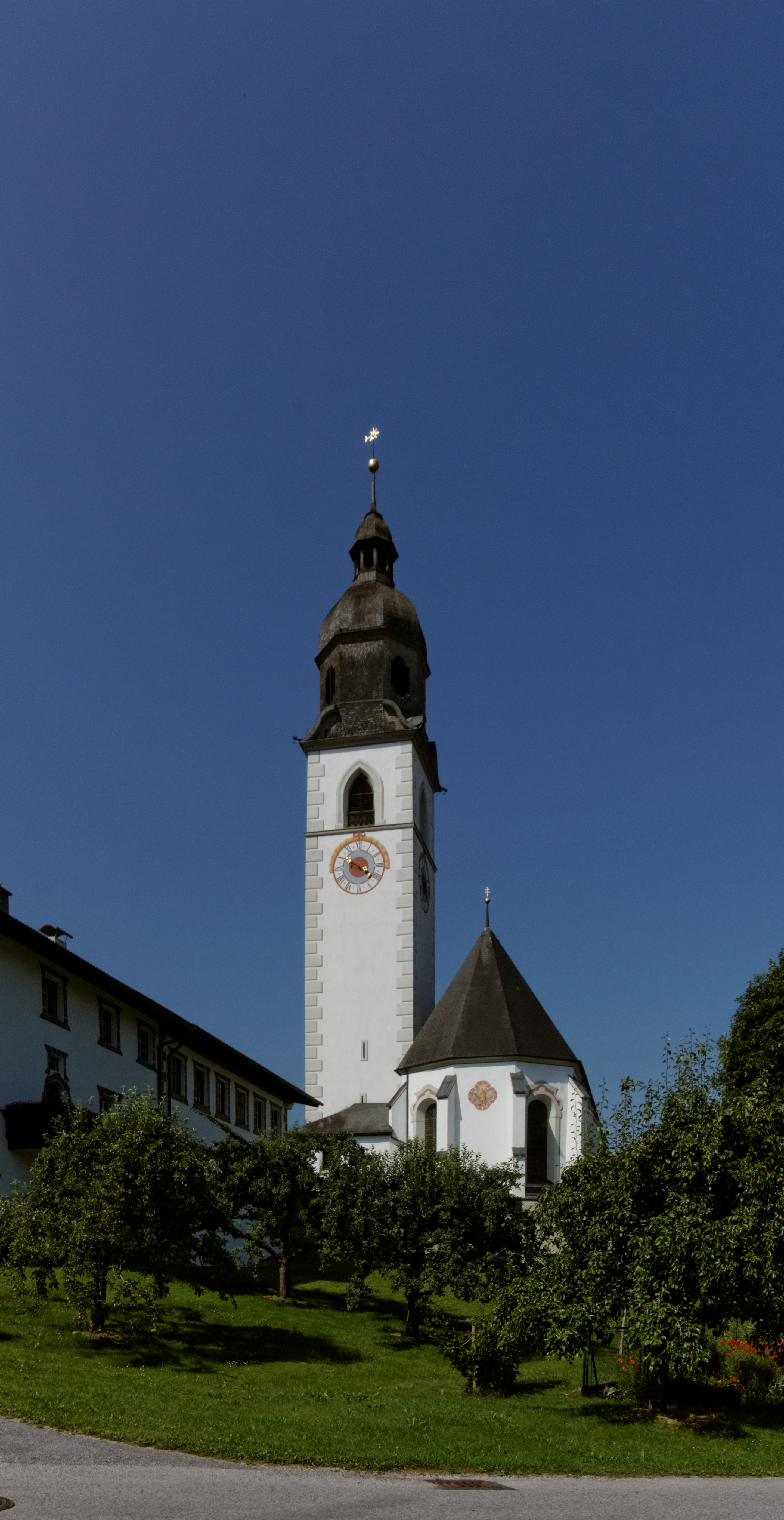
L'église abbatiale de Stams.

Stams est une commune autrichienne du district d'Imst dans le Tyrol. Elle est connue par son abbaye cistercienne.

## Histoire
En 1273, le comte de Tirol Meinhard de Goritz fonde à cet endroit une abbaye cicstercienne.

## Personnalités liées
- Éléonore Stuart, archiduchesse, inhumée en 1480.
- Blanche-Marie Sforza, impératrice, inhumée en 1511.